# Xã New London, Quận Henry, Iowa
Xã New London (tiếng Anh: New London Township) là một xã thuộc quận Henry, tiểu bang Iowa, Hoa Kỳ. Năm 2010, dân số của xã này là 2.447 người.